# リーガ城
座標: 北緯56度57分03.42秒 東経24度06分02.29秒 / 北緯56.9509500度 東経24.1006361度

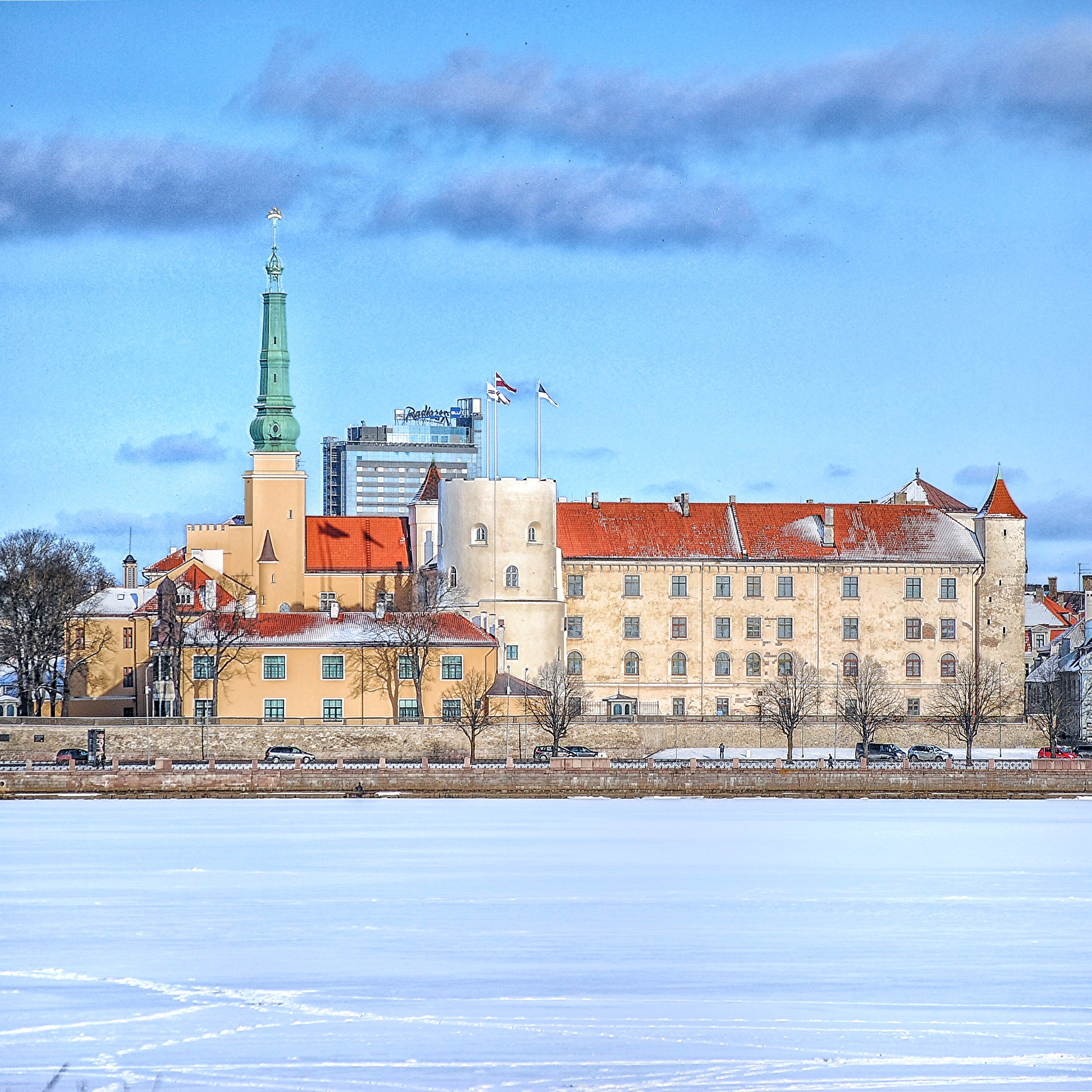
リーガ城

リーガ城（Rīgas pils）は、ラトビアの首都リーガにある城。旧市街地に位置する。ラトビア大統領の官邸として使われている。

## 歴史
リーガ城は、リーガ市民とリヴォニア帯剣騎士団の抗争の中で幾度も建設・破壊が繰り返された。1330年、抗争に勝利したリヴォニア騎士団の拠点として建てられたが、その後もリーガ市民と騎士団の対立は続き、一時は騎士団がツェースィスに拠点の移転を余儀なくされた。15世紀末より再び騎士団が優勢となり、市民に荒廃していた城の再建を命じ、1515年に再建が完了した。両者の抗争は16世紀後半に騎士団が消滅したことで終結するが、17世紀前半にはスウェーデン軍によって征服され、18世紀前半になると大北方戦争によってロシア帝国に征服された。第一次世界大戦を経てラトビアは独立を果たし、1922年には初代ラトビア大統領官邸とされた。
2013年に火災に遭い内部の修復が続けられていたが、2016年8月に終了し、現在は再び大統領官邸となっている。